# Rajadvärguv
Rajadvärguv (Otus brookii) är en fågel i familjen ugglor inom ordningen ugglefåglar.

## Utseende och läte
Rajadvärguven är en liten uggla. tydliga vita ögonbrynen och örontofsar kombinerat med eldröda ögon ger den ett något skrämmande intryck. Lätet består av ett kort kväkande skall.

## Utbredning och systematik
Rajadvärguv delas in i två underarter med följande utbredning:
- Otus brookii solokensis – förekommer i bergsskogarna på Sumatra
- Otus brookii brookii – förekommer i  bergsskogarna på Borneo

## Levnadssätt
Rajadvärguven är en dåligt känd uggla som förekommer i bergsbelägna regnskogar. Där håller den sig ofta relativt lågt, men liksom de flesta små ugglor upptäcks den i huvudsak med hjälp av lätet.

## Status
Trots det begränsade utbredningsområdet och det faktum att den minskar i antal anses beståndet vara livskraftigt av internationella naturvårdsunionen IUCN.